# Tahitizwaluw
De tahitizwaluw (Hirundo tahitica) is een zangvogel uit de familie Hirundinidae (zwaluwen). De vogel lijkt op de boerenzwaluw (Hirundo rustica) en komt voor in Frans-Polynesië. 

## Beschrijving
De tahitizwaluw is 13 cm lang. Het voorhoofd en de borst zijn roestrood. Deze zwaluw heeft een grijze buik en borst.

## Verspreiding en leefgebied
De soort komt alleen op de eilanden Moorea en Tahiti (Genootschapseilanden). De leefgebieden liggen langs de rotsige kusten en zandstranden van de eilanden.

## Status
De grootte van de populatie is niet gekwantificeerd. Deze zwaluw staat als niet bedreigd op de Rode Lijst van de IUCN.